# Hoplitis similis
Hoplitis similis är en biart som först beskrevs av (timberlake och Michener 1950, och fick sitt nu gällande namn av >. Hoplitis similis ingår i släktet gnagbin, och familjen buksamlarbin. Inga underarter finns listade i Catalogue of Life.